# 琴断口街道
琴断口街道是中华人民共和国湖北省武汉市汉阳区下辖的一个街道办事处。

## 行政区划
琴断口街道下辖以下村级行政区划单位：
龙阳社区、墨北社区、冯家畈社区、紫荆花社区、七里庙社区、七里一村社区、麒麟社区、桃花岛社区、汇福园社区、江城社区、旺达社区、汉江社区、江花社区、金龙花园社区、七里晴川社区、星火社区、百灵社区和中兴社区。